# Michal Konečný
Michal Konečný (* 19. května 1982 Brno) je český historik umění, památkář a pedagog.
Pracuje jako kurátor sbírkových fondů moravských hradů a zámků, je autorem článků a publikací o českých dějinách, umění, architektuře, hradech, zámcích, rodech, místech, editoval několik publikací věnovaných umění a hradům a zámkům. Je spoluautorem průvodců po Brně – Brno nacistické, Brno stalinistické, Brno účtující, Brno okupované.

## Život
Michal Konečný se narodil v Brně, po absolvování Vyšší odborné školy a Střední odborné školy informačních a knihovnických služeb v Brně vystudoval historii a dějiny umění na Filozofické fakultě Masarykovy univerzity v Brně. Pracuje v Národním památkovém ústavu, v současné době je kurátorem sbírkových fondů moravských hradů a zámků.
Napsal několik článků o architektuře, o českých dějinách, umění, zámcích, o známých rodech. Je spoluautorem či autorem publikací o hradech a zámcích, významných místech a městech, editorem. Učí na Fakultě architektury a fakultě stavební Vysokého učení technického v Brně.
Byl kurátorem projektu a kulturní akce Rok pánů z Kunštátu, jenž byl součástí projektu Po stopách šlechtických rodů, hlavním organizátorem byl Národní památkový ústav a cílem projektu bylo připomenout historický odkaz významných šlechtických rodů.
Michal Konečný organizoval komentované procházky Brnem zaměřené na různá témata, např. na aristokratickou kulturu a životní styl spojený s vínem v Brně v období renesance a baroka, na Brno v době nacismu. V rámci festivalu Meeting Brno za podpory statutárního města Brna, Jihomoravského kraje a Česko-německého fondu budoucnosti se zapojil do projektu Brněnské historické stezky, který se skládal ze tří částí a měl připomenout opomíjená fakta z historie města. Spolupracoval s Kateřinou Šedou na publikaci BRNOX – průvodce brněnským Bronxem.
Byl průvodcem pětidílného dokumentárního cyklu brněnského studia České televize Kaple – duše rodů.
Je spoluzakladatelem Spolku přátel Josefa Jambora.

## Dílo - výběr
- BRUMMER, Alexandr; KONEČNÝ, Michal. Brno nacistické. 1. vyd. Brno: Host, 2013. ISBN 978-80-7294-956-4.
- BRUMMER, Alexandr; KONEČNÝ, Michal. Brno stalinistické. 1. vyd. Brno: Host, 2015. ISBN 978-80-7491-478-2.
- BRUMMER, Alexandr; KONEČNÝ, Michal. Brno účtující. 1. vyd. Brno: Host, 2017. ISBN 978-80-7491-823-0.
- BRUMMER, Alexandr; KONEČNÝ, Michal. Brno okupované. 1. vyd. Brno: Host, 2018. ISBN 978-80-7577-580-1.
- KONEČNÝ, Michal. Kryštof Pavel z Liechtensteinu-Castelkornu a Morava v časech třicetileté války. 1. vyd. [s.l.]: Národní památkový ústav, 2010. ISBN 978-80-86752-83-9.
- KONEČNÝ, Michal; KALÁBOVÁ, Lenka. Poklady moravských hradů a zámků. 1. vyd. [s.l.]: Národní památkový ústav, 2010. ISBN 978-80-86752-85-3.
- KONEČNÝ, Michal. Zámek Rájec nad Svitavou. 1. vyd. [s.l.]: Národní památkový ústav, 2013. ISBN 978-80-87231-11-1.
- ANTONOVÁ, Barbora; KONEČNÝ MICHAL. Zpráva o zapomenutých sousedstvích. 1. vyd. [s.l.]: Černé pole, 2013. ISBN 978-80-260-6020-8.
- KONEČNÝ, Michal. Zámek Litomyšl. 1. vyd. [s.l.]: Národní památkový ústav, 2014. ISBN 978-80-905555-8-7.
- KONEČNÝ, Michal. Zámek Lysice. 1. vyd. [s.l.]: Národní památkový ústav, 2014. ISBN 978-80-87231-22-7.
- BOROVSKÝ, Tomáš; KONEČNÝ, Michal. V erbu tří pruhů. Páni z Kunštátu a jejich hrad.. 1. vyd. [s.l.]: Národní památkový ústav, 2014. ISBN 978-80-87231-18-0.
- KONEČNÝ, Michal; BUŠTA, Jaroslav. Zámek Slatiňany. 1. vyd. [s.l.]: Národní památkový ústav, 2015. ISBN 978-80-905871-3-7.
- KONEČNÝ, Michal. Zámek Buchlovice. 1. vyd. [s.l.]: Národní památkový ústav, 2015. ISBN 978-80-87231-09-8.
- KONEČNÝ, Michal. Hrad Veveří. 1. vyd. [s.l.]: Národní památkový ústav, 2016. ISBN 978-80-87231-36-4.
- KONEČNÝ, Michal. Zámek Lednice. 1. vyd. [s.l.]: Národní památkový ústav, 2017. ISBN 978-80-87231-36-4.
- KONEČNÝ, Michal. Zámek Valtice. Kroměříž: Národní památkový ústav, územní památková správa v Kroměříži, 2018. 232 s. ISBN 978-80-907400-2-0.
- KALÁBOVÁ, Lenka; KONEČNÝ, Michal; TOMÁŠEK, Petr; VALEŠ, Tomáš. Obrazy. Mistrovská díla ze sbírek Národního památkového ústavu. 1. vyd. Kroměříž: Národní památkový ústav, územní památková správa v Kroměříži, 2018. ISBN 978-80-907400-1-3.
- KONEČNÝ, Michal. Hrad Šternberk. 1. vyd. Kroměříž: Národní památkový ústav, územní památková správa v Kroměříži, 2019. ISBN 978-80-907400-4-4.
- KONEČNÝ, Michal. Čtyři plátna z podezřelé země. Portréty Georga Desmaréese ze sbírek Národního památkového ústavu, in: Zuzana Macurová – Tomáš Valeš (eds.), Od objevu k interpretaci. Znalectví, sběratelství a ikonografie umění raného novověku, Brno, 2019, s. 71– 80.
- KALÁBOVÁ, Lenka; KONEČNÝ, Michal. Zámek Vizovice. 1. vyd. Kroměříž: Národní památkový ústav, územní památková správa v Kroměříži, 2020. ISBN 978-80-907400-6-8.
- KALÁBOVÁ, Lenka; KONEČNÝ, Michal. Pernštejnský park. 1. vyd. Kroměříž: Národní památkový ústav, územní památková správa v Kroměříži, 2021. ISBN 978-80-908257-0-3.
- KONEČNÝ, Michal; MÍCHALOVÁ Zdeňka, Zámek Bučovice. 1. vyd. Kroměříž: Národní památkový ústav, územní památková správa v Kroměříži,2021. ISBN 978-80-907400-7-5.
- CERMAN, Ivo; KONEČNÝ, Michal. Tváře osvícenství. 1. vyd. Kroměříž: Národní památkový ústav, územní památková správa v Kroměříži, 2021. ISBN 978-80-907400-8-2.
- KONEČNÝ, Michal. Apollo a Marsyas. Příběh umění na Moravě. 1. vyd. Brno: Host, 2023. ISBN 978-80-275-1375-8.
- KONEČNÝ, Michal. Zámek Libochovice. 1. vyd. Praha: Národní památkový ústav, územní památková správa v Praze, 2023. ISBN 978-80-7480-180-8.
- KONEČNÝ, Michal. Třináct snů o svobodě. Osudy židovského Brna ve třech stoletích. 1. vyd. Brno: Host, 2024. ISBN 978-80-275-2472-3

#### Publikace pro mládež
- KONEČNÝ, Michal; STRAKOVÁ, Barbora. Frčíme Brnem. Procházky Brnem první republiky pro holky a kluky. 1. vyd. Brno: TIC BRNO, 2018. ISBN 978-80-907345-3-1.
- KONEČNÝ, Michal. Jak to ruplo. Knížka o mém listopadu ´89 v Brně. 1. vyd. Brno: TIC BRNO, 2019. ISBN 978-80-88313-11-3.
- KONEČNÝ, Michal. Kameník. Cesta mistra Antona zvaného Pilgram. 1. vyd. Brno: TIC BRNO, 2019. ISBN 978-80-88313-08-3.